# Strada Calomfirescu Radu
Strada Calomfirescu Radu este situată în centrul istoric al municipiului București, în sectorul 3.  

## Descriere
Strada este orientată de la nord-vest spre sud-est și se desfășoară pe o lungime de 230 de metri între Calea Moșilor și bulevardul Hristo Botev. La circa 70 de metri de Calea Moșilor se intersectează, pe partea stângă, cu strada Robescu F. Constantin. După alți cca 120 de metri strada se intersecează pe partea dreaptă cu strada Stelea Spătarul și își schimbă direcția spre est pe cca 50 de metri, până la intersecția cu bulevardul Hristo Botev.

## Istoric
Strada poartă numele lui Radu Calomfirescu, unul dintre căpitanii lui Mihai Viteazul, intrat în legendele românilor. Mare căpitan și mare boier muntean, înrudit cu frații Buzești, Radu Calomfirescu (sau Radu din Calomfirești) a participat la războiul antiotoman al lui Mihai Viteazul încă de la declanșarea acestuia, având însemnate sarcini militare, dar și diplomatice.

## Monumente istorice și clădiri
Ansamblul de arhitectură „Strada Radu Calomfirescu nr. 9-15; 10-16” este înscris pe Lista monumentelor istorice 2010 - Municipiul București - la nr. crt. 549, cod LMI B-II-a-B-18273. Pe lista monumentelor istorice sunt înscrise „Casa arh. Leonida Negresco” de la nr. 12, cod LMI B-II-m-B-18283 și „Casa «cu geamuri bombate», casa Nicolae Paulescu” de la nr. 15, cod LMI B-II-m-B-18286. Mai sunt înscrise pe lista monumentelor și blocul de locuințe de la nr. 7, precum și casele de la numerele 1, 3, 4 bis, 5, 6, 9, 10, 11, 13, 14 și 16.

## Galerie de imagini

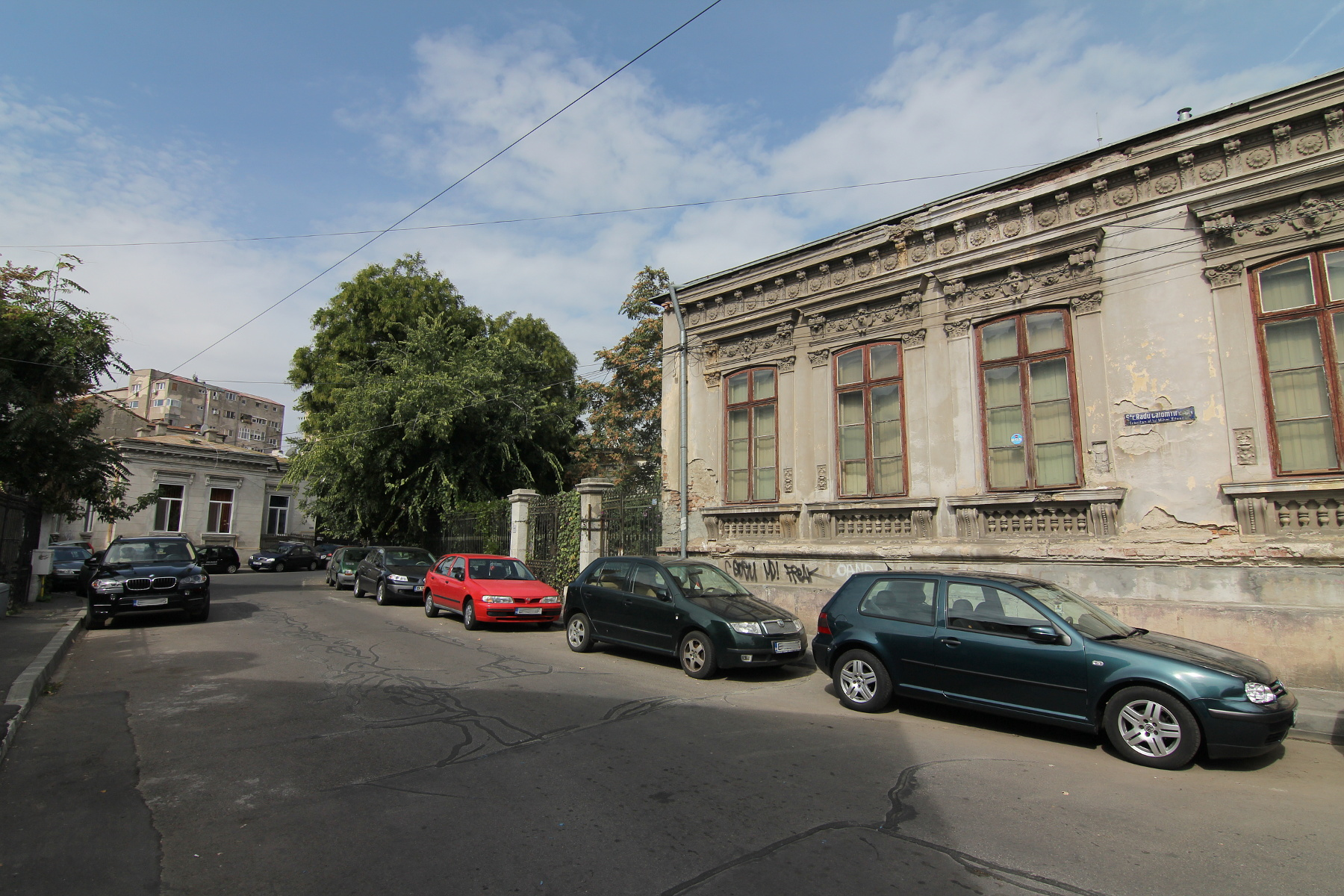
Casa „cu geamuri bombate", casa Nicolae Paulescu (nr. 15)
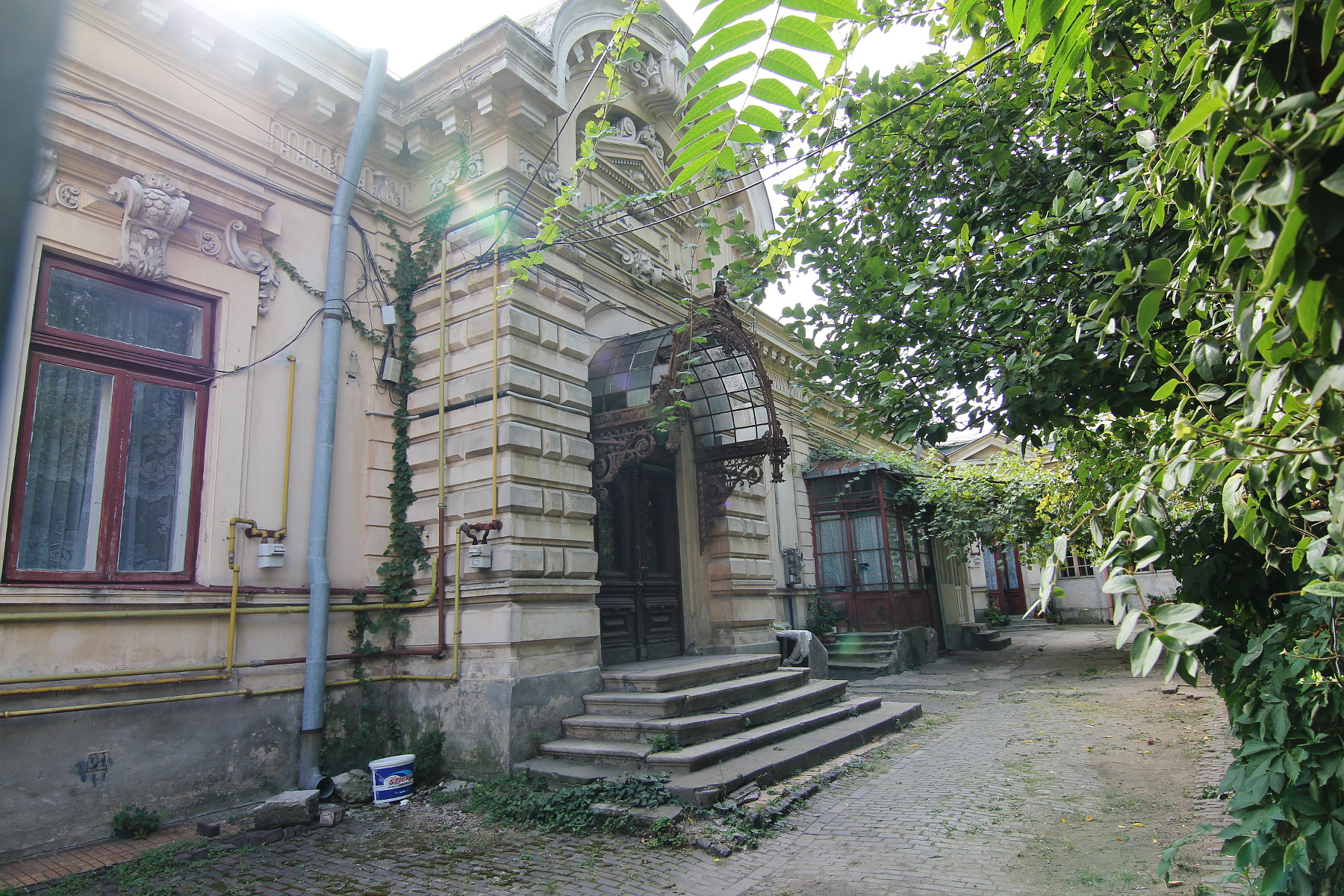
Casa arh. Leonida Negresco (nr. 12)
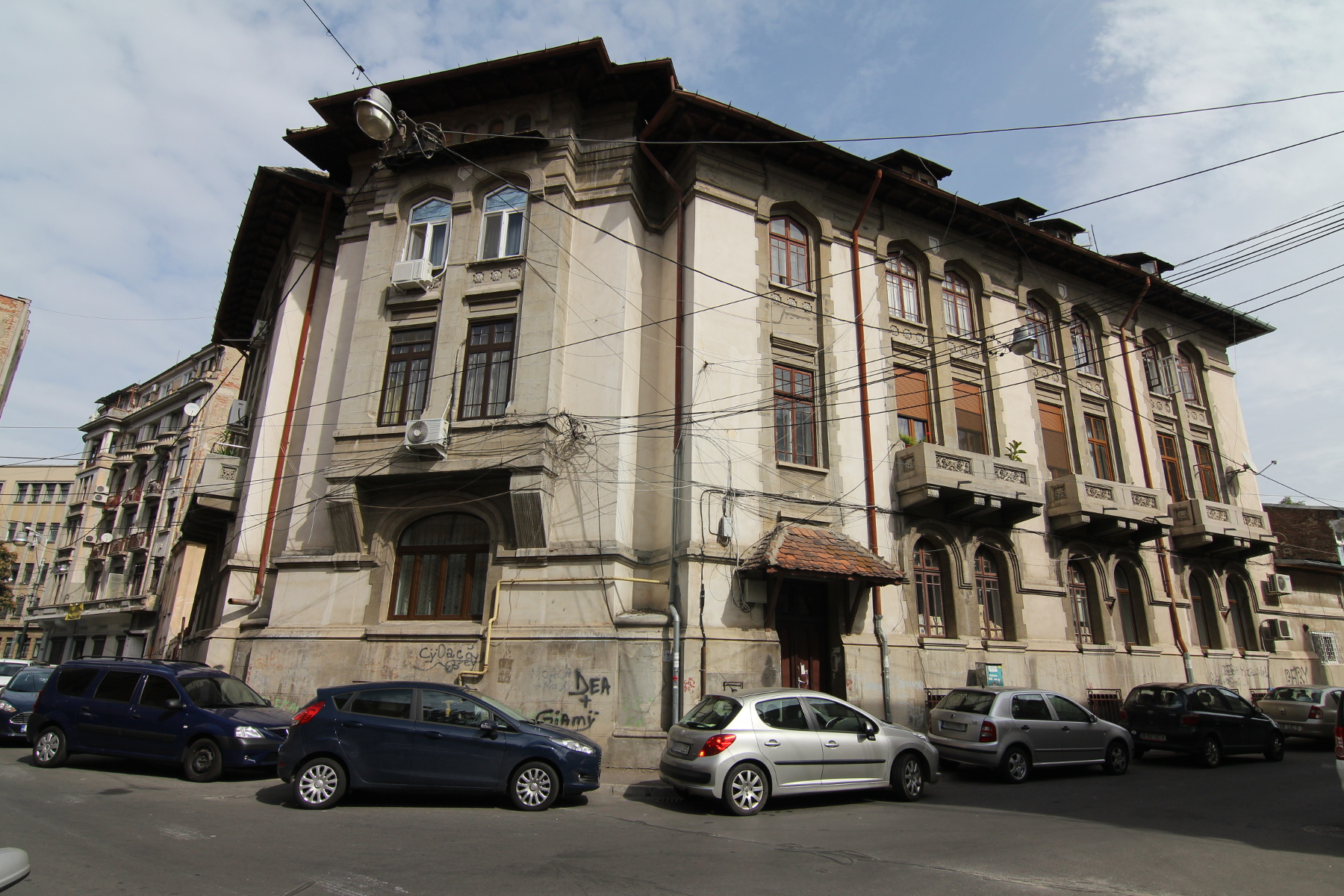
Casă pe Radu Calomfirescu nr. 3
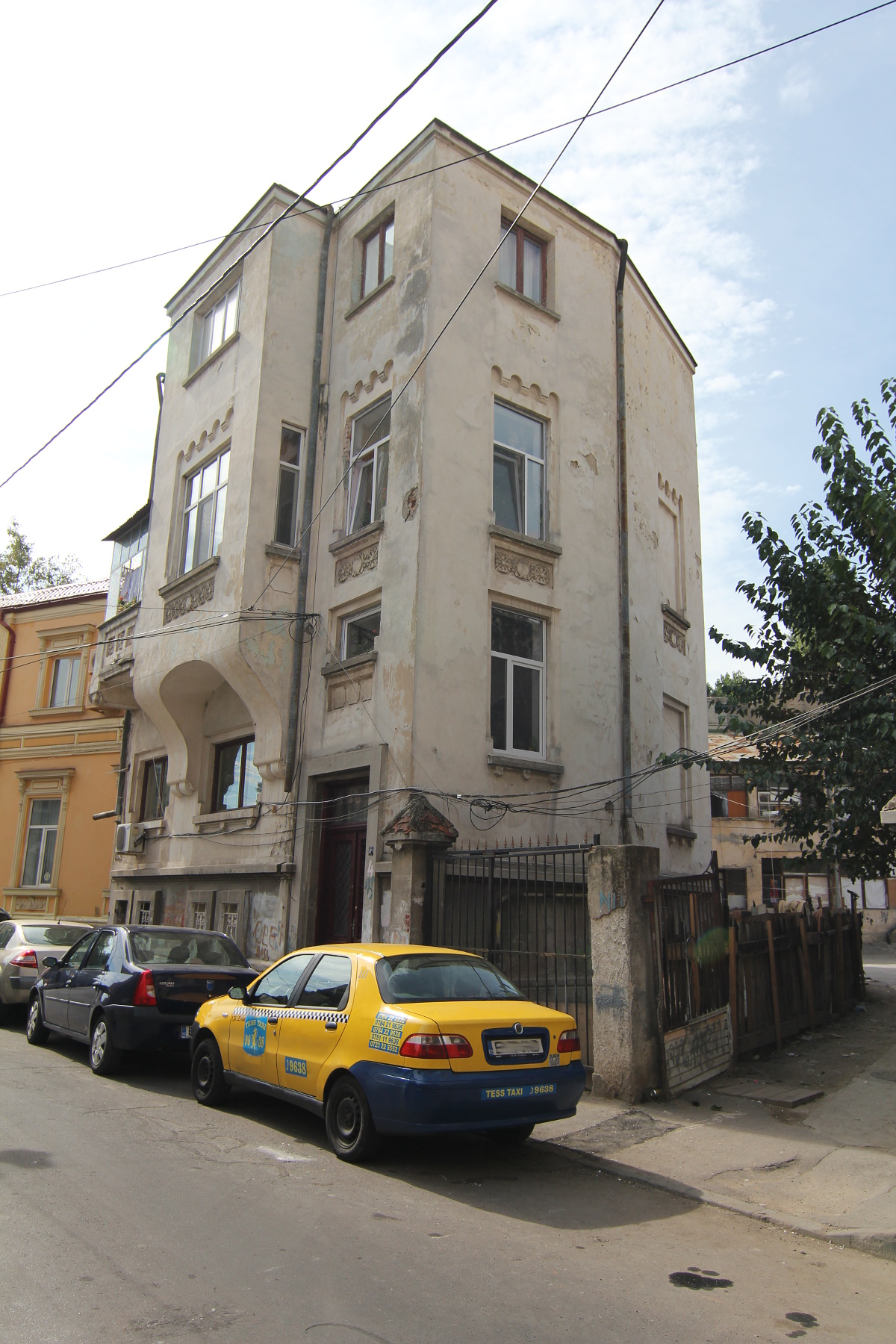
Casă pe Radu Calomfirescu nr. 4 bis
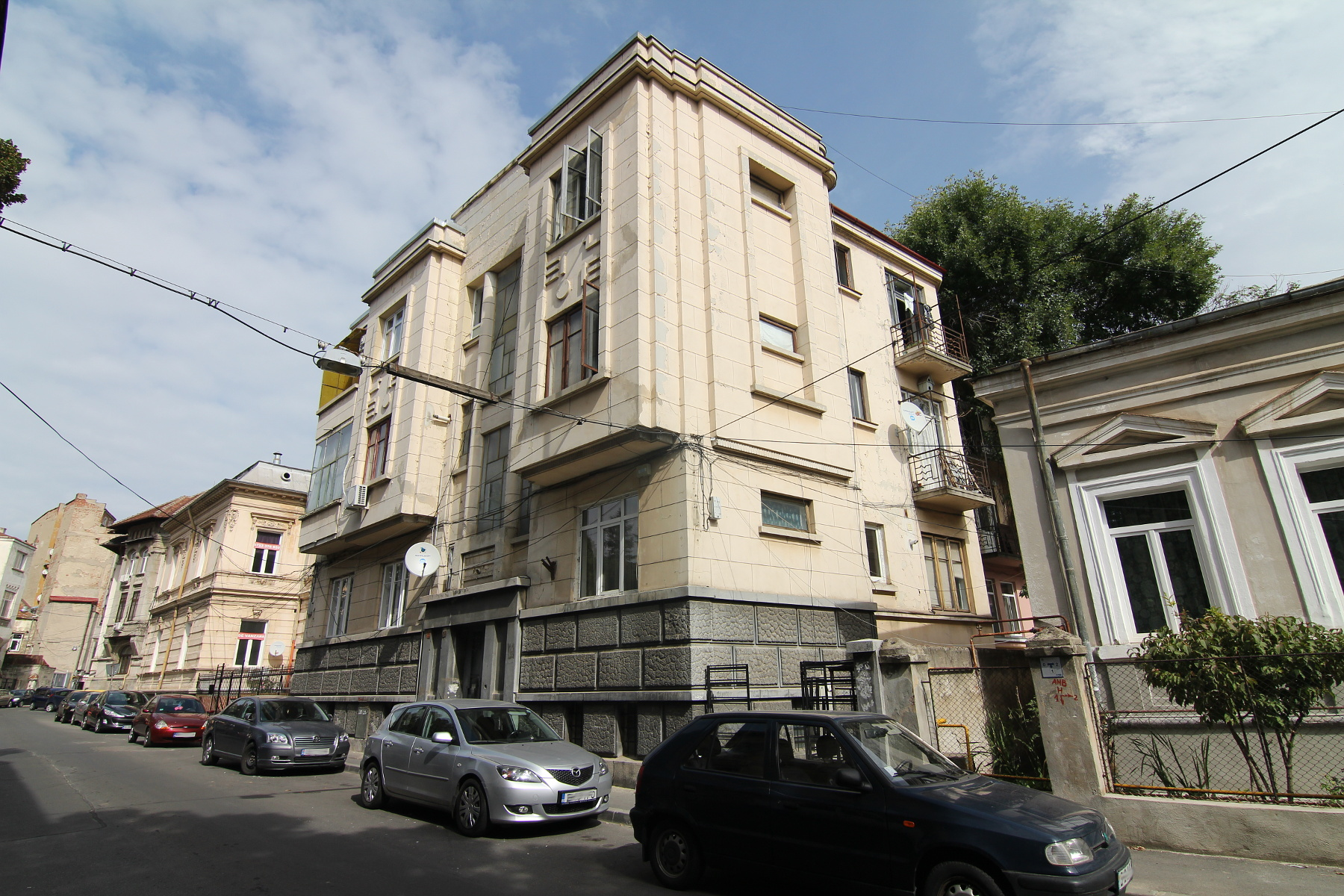
Bloc de locuințe pe Radu Calomfirescu nr. 7
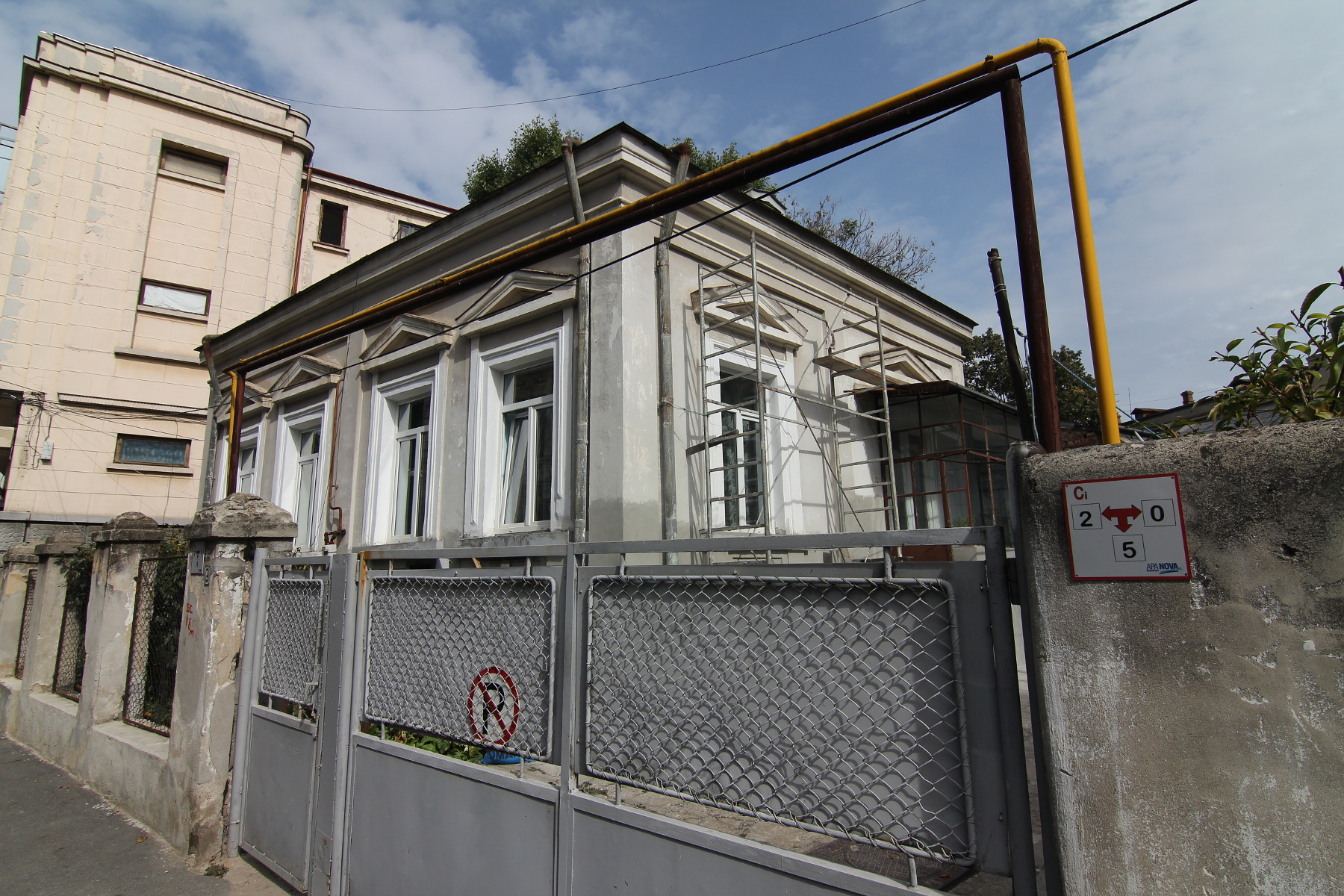
Casă pe Radu Calomfirescu nr. 9
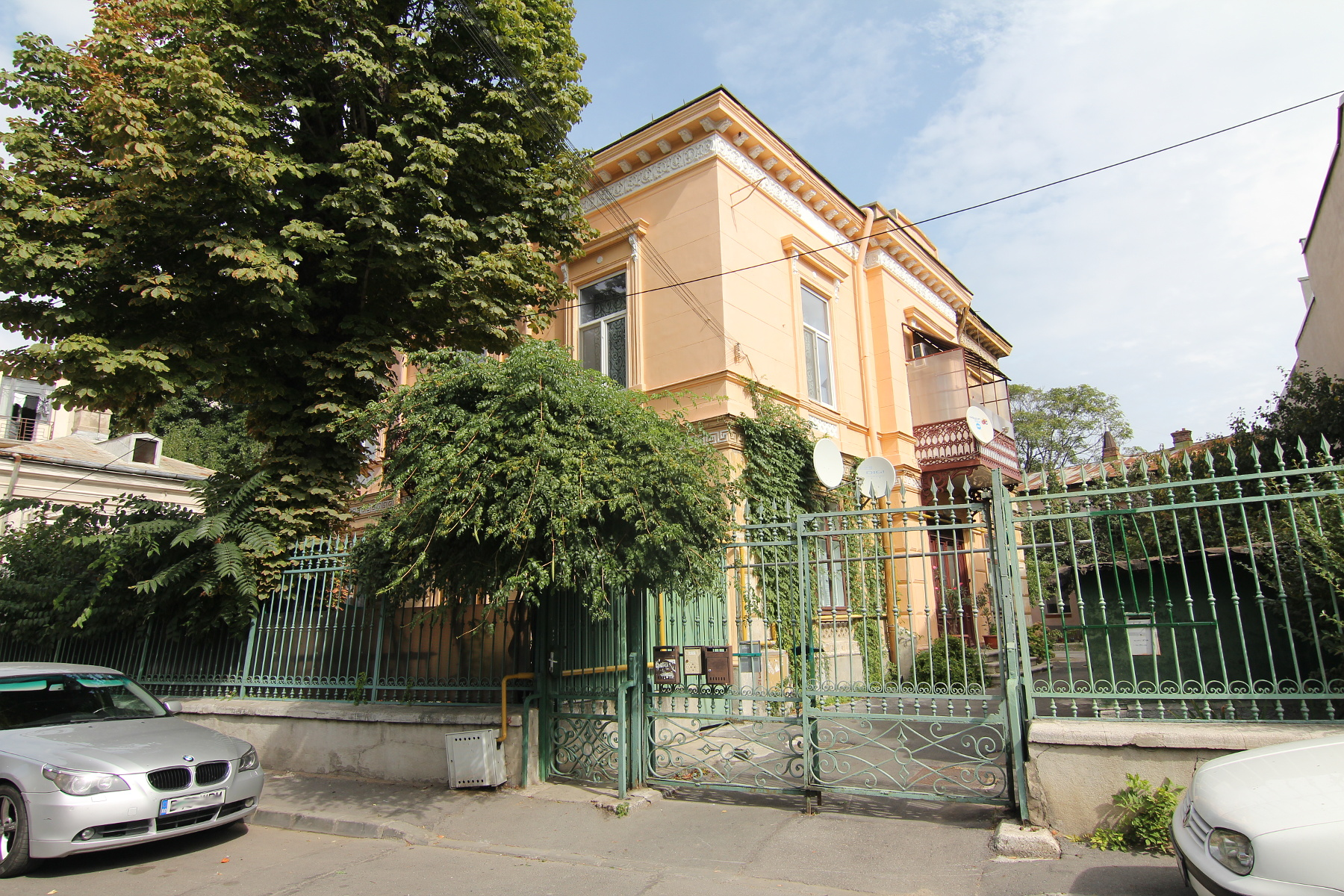
Casă pe Radu Calomfirescu nr. 11
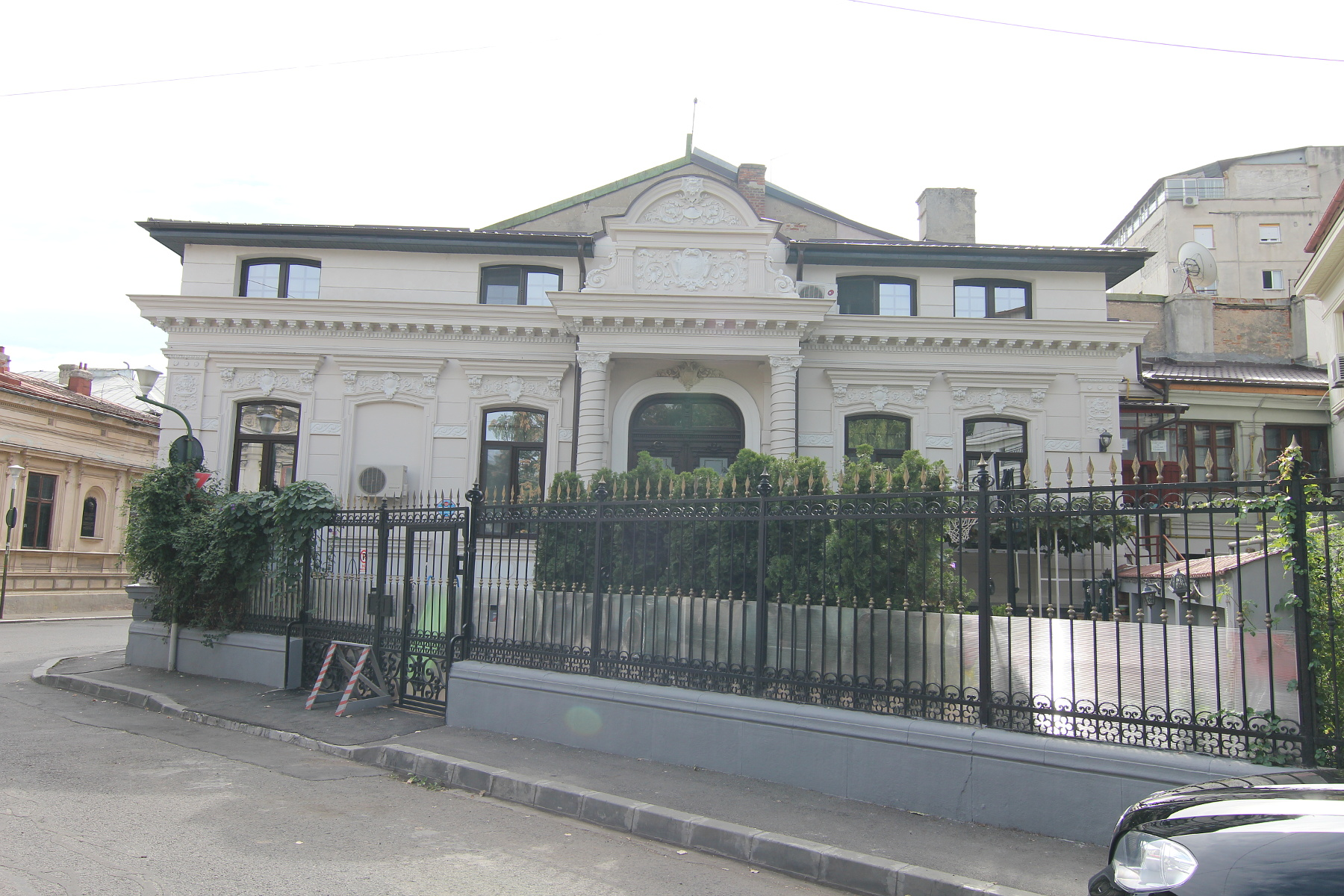
Casă pe Radu Calomfirescu nr. 16

## Legături externe
- Strada Calomfirescu Radu pe hartă, www.openstreetmap.org
- Strada Calomfirescu Radu pe Flickr-com
- Strada Calomfirescu Radu la Google maps - street view